# Aveda
Aveda Corporation, mieux connue sous le nom d’Aveda, est une entreprise américaine de cosmétiques, de parfums et de produits de soins capillaires.
Basée à Blaine dans le Minnesota, l'entreprise a été fondée par Horst Rechelbacher en 1978. C'est une filiale d'Estée Lauder depuis son rachat en 1997.